# Tepapalotla
Tepapalotla är en ort i Mexiko.   Den ligger i kommunen Tequila och delstaten Veracruz, i den sydöstra delen av landet, 230 km öster om huvudstaden Mexico City. Tepapalotla ligger 1 744 meter över havet och antalet invånare är 204.
Terrängen runt Tepapalotla är kuperad söderut, men norrut är den bergig. Runt Tepapalotla är det ganska tätbefolkat, med 93 invånare per kvadratkilometer. Närmaste större samhälle är Orizaba, 15,1 km norr om Tepapalotla. I omgivningarna runt Tepapalotla växer i huvudsak blandskog.